# Асим ибн Умар
А́сим ибн Ума́р (араб.  عاَصم بن عمر ‎;628, Медина, Хиджаз — 689, Медина, Омейядский халифат) — знаток хадисов, сын второго праведного халифа Умара ибн аль-Хаттаба и дед восьмого омеядского халифа У́мара II.

## Биография
А́сим был сыном Ума́ра ибн аль-Хатта́ба, ближайшего сподвижника пророка Мухаммада, его мать также была одной из первых последовательниц пророка.
Его отец Умар родился в Мекке в клане «Бану́ А́ди», который отвечал за арбитраж между племенами. Его мать, Джами́ля, была дочерью Са́бита ибн Аби́ аль-А́флаха Аль-Шаму́са бинт Аби́ Ами́ра, являвшегося из клана Амр ибн А́уф, племени А́ус в Медине. Её брат Асим был среди тех, кто сражался при Бадре.
Его мать Джамиля была одной из первых обращенных в Ислам в Медине. Она и её мать были среди первых десяти женщин, присягнувших пророку Мухаммаду в 622 году. Услышав, что её зовут А́сия («непослушная»), пророк Мухаммад дал ей имя «Джами́ля» («красивая»).
Она вышла замуж за Умара примерно через пять лет после принятия Ислама, между маем 627 и маем 628 года. У них был один сын, Асим ибн Умар..
После смерти сподвижника пророка и первого халифа Праведного Халифата Абу́ Ба́кра отец Асима Умар был признан вторым праведным халифом.
После кончины отца Асима Умара Джамиля вышла замуж за Язи́да ибн Джа́рию, и у них родился сын Абд аль-Рахма́н. Таким образом, у Асима был сводный брат по материнской линии от её матери.
Асим был известен как человек высокого роста, обаладающий серьёзностью в нраве и благими манерами в обществе. Известный исламский учёный и историк XIII века Аз-Захаби так охарактеризовал Асима ибн Умара: 

 «Он был одним из благородных людей, религиозным, доброжелательным, праведным, и он был красноречивым поэтом».

### Семья
Асим женился на Умме Аммаре, ансарской женщине.
От этого брака у него родились 3-е детей: Ха́фса бин Асим, Умар бин Асим и Ле́йла бин Асим.
Лейла бин Асим позже вышла замуж за Абдулу́ Ази́за бин Марва́на, и одним из их детей был Умар ибн Абдул-Азиз, который позже стал халифом Омейядов.